# Mano Walter
José Walter Tenório Lopes (Quebrangulo, 13 de julho de 1986), mais conhecido como Mano Walter, é um cantor e compositor brasileiro. Além de cantor, Mano Walter também é vaqueiro e engenheiro agrícola, apesar de não exercer a profissão.

## Biografia
Natural de Quebrangulo, cidade da microrregião de Palmeira dos Índios, no estado brasileiro de Alagoas, é filho da professora Elineusa Tenório Cerqueira e do pecuarista Djalma Lopes da Silva. Possui dois irmãos, o caçula Diogo e o mais velho Itamar. Sempre viveu na vida do gado por seu pai ser pecuarista. Começou a cantar e compor na infância, quando seu pai o levava para as vaquejadas.
Foi estudar em Palmeira dos Índios, onde fez escola técnica e conheceu amigos que tinham um estúdio, o qual resolveu gravar o primeiro CD, denominado Cavalo Ciumento. Após terminar a escola técnica, passou a morar em Maceió para cursar faculdade e montou a primeira banda de forró. Começou a fazer engenharia e música em paralelo, sempre tentando fazer as duas coisas. Se formou em engenharia e fez pós-graduação em segurança de trabalho. Sempre teve como referencia musical seu primo Vavá Machado. Fora casado mas se separou antes mesmo de começar sua popularidade. O seu primeiro CD foi custeado por sua mãe e seu pai. Após ouvir suas músicas tocando nas rádios, chegou em casa e falou para os pais que tinha que gravar um CD e recebeu apoio, sua mãe queria que ele seguisse carreira de engenheiro, mas a música lhe conquistou profissionalmente.
Uma das viagens que ficou marcada na vida do vaqueiro foi pra o estado de Tocantins, onde o carro quebrou numa estrada deserta, há aproximadamente 100 quilômetros da próxima cidade, essa foi uma das piores batalhas que ele encontrou. Outro acontecimento foi o acidente com seu ônibus. O cantor já estava no local do show e ficou preocupado com seus amigos, mas felizmente nada de grave aconteceu, apenas prejuízos materiais. Mano Walter esperava atingir sucesso no Nordeste mas não chegar ao nível nacional como chegou, no qual vem se apresentando em programas de rede nacional, como Raul Gil, Sabadão e Legendários. O cantor tem agenda de show com média de 30 shows por mês. Já se apresentou em quatro estados em um final de semana.
Em 30 de abril| de 2016, gravou o seu primeiro DVD oficial na cidade de Maceió, Alagoas, com participação especial da cantora Marília Mendonça. A música "O que houve?" possui mais de 200 milhões de visualizações no youtube. Em 21 de outubro de 2016 lançou o clipe da música "Beba mais" com participação especial do cantor Latino. Sua música "Balada do Vaqueiro" foi executada por diversos artistas como Henrique e Juliano, Simone e Simaria, Wesley Safadão e Aviões do Forró.
Em novembro de 2016 Mano Walter se torna o segundo cantor de forró mais escutado do Brasil, ficando atras somente de Wesley Safadão e a frente de renomados cantores e bandas de sucesso do pais, como Aviões do Forró. Chegou a marca de quase 3 mil execuções em várias rádios. Com a música "O que houve?" chega aos topos em muitas rádios do país, de modo a ganhar disco de ouro pela canção.
No mesmo ano, Mano Walter também chega a ter em media de mais de 500 mil downloads e mais de 1 milhão e 400 mil reproduções em seus CDs promocionais de fim de ano e verão. Foi um dos CDs mais baixados em sites com o Sua Musica, ficando ao lado dos altos números de downloads de Wesley Safadão, Aviões do Forró e Márcia Fellipe. O cantor também conseguiu a marca de quase 700 mil seguidores no seu perfil oficial no Instagram.
Em 2019, seu álbum Ao Vivo em São Paulo foi indicado ao Grammy Latino de Melhor Álbum de Música Sertaneja.

## Vida pessoal
Mano Walter atualmente mora em Maceió, Alagoas, junto com sua família.
No dia 10 de setembro de 2019, Mano Walter se casa com a ex-miss Débora Rosângela da Silva. Em 31 de agosto de 2020 nasceu o primeiro filho do casal, José.

## Discografia
- Cavalo Ciumento (2006)
- Ao Vivo em Maceió (2016)
- Sem Rótulos (2018)
- Histórias (2020)